# Acid nalidixic
Acidul nalidixic (cu denumirea comercială Negram sau Nevigramon) este unul din primele antibiotice chinolonice de sinteză, astăzi cu utilizări mai restrânse în tratarea infecțiilor bacteriene. Deși aparține clasei chinolonelor (de generația I), din punct de vedere structural este de fapt un derivat de 1,8-naftiridină, ce conține doi atomi de azot în heterociclu.
Primele antibiotice chinolonice au sintetizate de către George Lesher, ca produși secundari ai producției industriale de clorochină, în anii 1960. Acidul nalidixic a început să fie utilizat în terapie din anul 1967.
Autorizația de punere pe piață a fost retrasă din Uniunea Europeană în anul 2019, datorită efectelor adverse de afectare a tendoanelor.

## Acțiunea farmacologică
Antiseptic urinar, acționează predominant asupra germenilor gram-negativi.

## Uz farmaceutic
Comprimate conținând acid nalidixic 500 mg (cutie cu 56 de bucăți).

## Recomandare
A fost utilizat în infecții urinare acute sau recidivante.

### Reacții adverse
Dureri abdominale, greață, vomă, diaree, prurit, erupții cutanate, tulburări de vedere, cefalee, leucopenie.

### Contraindicații
Alergie specifică, deficit de G-6-PD, ateroscleroză cerebrală avansată.